# أحمد باشا الرومي
 أحمد باشا الرومي هو وليّ الدين المولى أحمد بن وليّ الدين المولى الحسيني الروميّ (نسبة إلى بلاد الروم: آسية الصغرى). توفّي وهو أمير على بروسة سنة 902 ه‍ (1496- 1497 م) .

## سيرته
كان أحمد الروميّ قاضي عسكر (قاضي الجيش) ، و قد أعجب به السلطان الغازي محمّد خان فاتّخذه معلّما. بعدئذ استوزره سنة 772 ه‍ ثم عزله سنة 875 ه‍، و لكن جعله أميرا على عدد من البلدان منها تيرة وأنقرة و بروسة ( بورصة).

## مختارات من شعره
من موشّح له في الغزل عارض بها موشّحة للمولى خضر بن المولى جلال الدين (ت 863 ه‍):

| يا رامي قلبي بسهام اللحظات    |  | هيهات نجاتي ما زلت فداك |
| روحي و حياتي                  |  | من قبل مماتي            |
| نمّقت إلى بابك قرّة عيني        |  | بالدمع كتابا            |
| أشهدت على الوجد مدادي و دواتي |  | سل من عبراتي            |
| جلباب دجى صدغك هذا            |  | قد أصبح مسكا            |
| يا ريم قد أحرق في الصين       |  | قلوب الظبيات            |